# Guillaume Le Testu

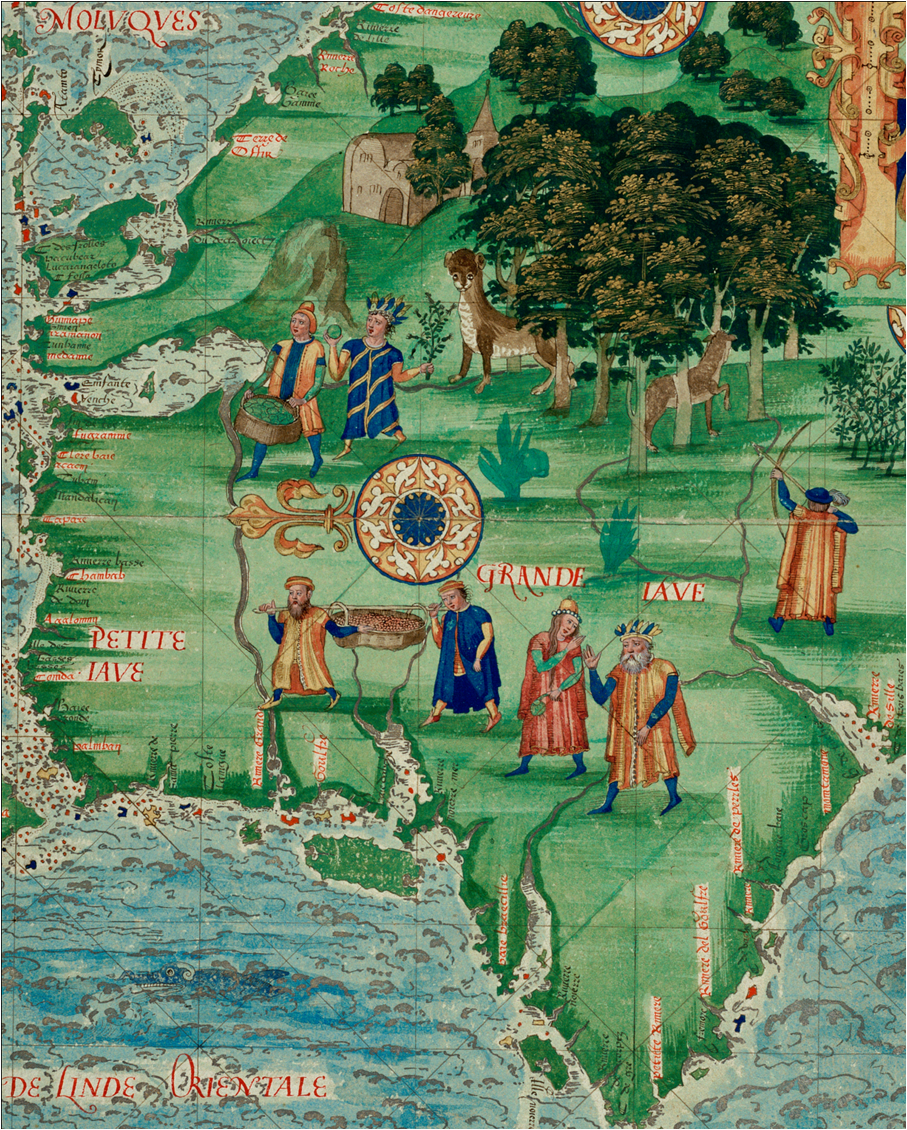
Eine Karte Le Testus

Guillaume Le Testu (* um 1510 in Le Havre; † 31. März 1573 in Panama) war ein französischer Kartograf und Visionär, der auch als „Seher von Dieppe“ bezeichnet wurde.
Sein kartografisches Lebenswerk trägt den Namen Cosmographie Universelle selon le Navigateurs tant Ancien que Modernes („Universelle Kosmografie nach den [Berichten der] Seefahrer – früherer und moderner“).
Seine Kosmografie erstellte Le Testu für den Admiral Gaspard II. de Coligny (1519–1572). Rätselhaft und überraschend ist, dass er in diesem Weltatlas von 1555 erstmals den genauen Küstenverlauf von Westaustralien darstellt – 43 Jahre bevor der damals nur hypothetische Südkontinent Terra Australis incognita in einem an der Universität Löwen gedruckten Buch offiziell mit dem fünften Kontinent assoziiert wurde. An den linken Kartenrand setzte der visionäre Kartograf eine Maßstabsleiste, was damals nicht üblich war. Ins Mündungsgebiet des Fitzroy Rivers setzte er die Bezeichnung „Terra Australis“ und war damit den Erkenntnissen der damals führenden Navigatoren und Kartografen der Niederlande um ein halbes Jahrhundert voraus. Woher er seine genauen Kenntnisse hatte – oder ob sie teilweise seiner Fantasie entsprangen – ist nicht ganz zu klären. Nachfolgende Seefahrer – z. B. der 1577 noch als Pirat tätige Francis Drake oder um 1595 Alvaro de Mendana bzw. sein Lotse Pedro de Quiros – waren noch weniger genau in ihren Angaben; erst von Willem Jansz, der 1606 in Nordaustralien landete, gab es ähnlich genaue Küstenskizzen.
Le Testu starb 1573 in Panama, wo er als Pirat zusammen mit Sir Francis Drake bei der Hafenstadt Nombre de Dios  einen spanischen Silbertransport überfiel und reiche Beute machte. Dabei wurde er verwundet. Während Drake zu seiner Flotte zurückkehrte, fiel Le Testu in die Hände der Spanier und wurde enthauptet. Seinen Kopf stellte man zur Abschreckung auf dem Marktplatz zur Schau.